# Justus Möser
Justus Möser (født 14. december 1720 i Osnabrück, død 8. januar 1794 sammesteds) var en tysk statsmand og forfatter.
Möser studerede jura, filologi og litteratur. Han blev 1744 sagfører ved landstænderne i Osnabrück, 1755 syndikus ved ridderskabet og 1768 gehejmereferendar og rådgiver hos regenten i Osnabrück. Ved sin død var ham geheime justitsråd. Under tidernes vanskeligheder, især medens syvårskrigen rasede, fik Möser lejlighed til at vise åndsnærværelse og menneskelig forståelse. Han var en mand, der nød almindelig respekt og sympati i vide kredse, og hans statue i Osnabrück vidner for eftertiden om hans betydning. Som digter — af blandt andet tragedien Arminius — var Möser ringe, men hans prosaarbejder, som Harlekin, der er rettet mod Gottsched, Patriotische Phantasien (1775—1776, nyt oplag 1871, Reclam 683) og Osnabrückische Geschichte viser ham til gengæld som en fin og vittig skribent, der ved stil og fremstilling har øvet indflydelse på den tyske prosas udvikling. Sämtliche Werke udkom 1798, Vermischte Schriften med biografi af Friedrich Nicolai 1797—1798, ny udgave af Sämtliche Werke 1842—1847 (10 bind, med biografi af Bernhard Rudolf Abeken).